# Jolanda Dobrilla
Iolanda Dobrilla (Capodistria, 30 agosto 1926 – Cottanello, 23 aprile 1944) è stata un interprete del comando nazista di Velletri, giustiziata come spia nemica dai partigiani nell'aprile 1944.

## Biografia
Poco si conosce delle origini familiari di Iolanda. Figlia di Mario Dobrilla, operaio e di Ines Pugliese frequenta il Liceo Combi di Capodistria, ma presto abbandona gli studi. Nel 1943, a 17 anni, lascia la città natìa, forse per seguire un ufficiale del Regio Esercito destinato al sud.
Nell'autunno dello stesso anno Iolanda è a Roma, che nel  frattempo è stata occupata dalle forze armate germaniche. Al liceo ha studiato tedesco, lingua che le permette di trovare un impiego presso il comando germanico di Velletri (RM). Rimasta isolata dopo un attacco aereo americano, nel dicembre 1943 la ragazza decide di tornare alla propria città. La condizioni viarie dell'Italia del tempo rendevano difficili i collegamenti tra Nord e Sud. In prossimità di Terni, impossibilitata a proseguire il viaggio, è accolta dalla famiglia Papucci, ternani sfollati a Lugnola di Configni.
La famiglia la accoglie e le presta soccorso. Tuttavia, decisa a fare ritorno a Capodistria, la giovane si rivolge alle colonne tedesche di passaggio chiedendo di essere trasportata verso il settentrione. La confidenza data ai militari della Wehrmacht e la conoscenza del tedesco fanno sorgere tra gli abitanti il sospetto di collaborazionismo. Il 23 aprile 1944 due partigiani della Brigata garibaldina "A.Gramsci" Btg G. Manni prelevarono, Jolanda Dobrilla, accusata di essere una spia della Wehrmacht, successivamente ad un processo sommario, conseguente alle delazioni che portarono ai tragici fatti del rastrellamento operazione Osterei  ordinato da Albert Kesselring, comando supremo del sud Bunker Soratte, venne condannata a morte e giustiziata dai partigiani.  